# Стачка
 Тази статия е за формата на протест.  За филма вижте Стачка (филм).  
Стачката e вид протест и форма на обществено недоволство и натиск от страна на различни обществени групи, най-често наемни работници, най-често върху работодателя, за постигане на различни цели, най-често свързани с условията и заплащането на труда. Тя е сред формите на организиран от синдикатите протест.

## История
Стачката и „стачковата тактика“ има много дълга история, датираща още от времето на Древен Египет. Към края на Двадесета династия, при управлението на фараон Рамзес III, на 14 ноември 1152 пр. Хр., занаятчиите от Царския некрополис в Деир ел-Медина организират първата известна стачка на работници записана в историята. Събитието е отразено в детайли върху папирус от онова време, който е запазен и днес се намира в Турин. Тъй като такъв вид недоволство и протест не са били дотогава виждани и срещани в Древен Египет, властите вдигат заплащането на занаятчиите.
Някои от историческите стачки на работещи, като например бунтът на Хеймаркет поставят началото на гарантирането на правата на трудещите се чрез вписването им в трудовото законодателство.

## Форми на стачка

### Трудови стачки
- генерална стачка – когато в стачната вълна обхваща голяма част от работещите в страната, която има елементи на политическа стачка;
- окупационна стачка – най-често това е стачка в едно предприятие или учреждение, когато стачкуващите не дават възможност да се извършват каквито и да било дейности в него;
- ротационна стачка – стачкуват част от работещите в предприятието (учреждението), водени от хуманната идея да не се прекъсва важна за другите граждани дейност;
- предупредителна стачка – участниците носят знаци, с които демонстрират своето недоволство и предупреждават по този начин, че ще преминат към ефективни действия;
- стачка от солидарност – работещите стачкуват от солидарност към други работещи, с което увеличават натиска отвън;
- гладна стачка – крайна стачка, която се практикува от крайно отчаяни работнически групи;
- японска стачка – стачкуващите увеличават значително производителността на труда, като водят до свръхпродукция и разходи на предприятието.

Все пак не всички стачки в Япония са провеждани по този начин, като често там стачките включват и преустановяването на работа, което може да бъде координирано в обща или национална стачка.

### Граждански стачки
- политическа стачка – свързана е с недоволството на обществени групи от управлението на страната или региона;
- гражданско неподчинение – участниците прекратяват за неголям период от време достъпа до учреждения или по пътни артерии, с което предупреждават, че са възможни значителни негативни ефекти за обществото;
- студентска (ученическа) стачка – по принцип е свързана с неучастие (бойкот) на занятията;
- гладна стачка – крайна стачка на малки групи от хора (затворници, служещи и др.)

## Стачки в България
2009
- През 2009 г. около 50-60 души работещи в БДЖ в София отказват да започнат работа като протест от неполучени заплати за ноември 2009 г.
- На 16 декември 2009 работниците от ВМЗ „Сопот“ протестират за неизплатени заплати. В резултат получават аванс от 130 лева, а на 22 декември получават заплатата си за август.
- На 29 септември 2009 близо 350 души от завода за хартия в Костенец протестират заради неизплатени заплати. Пет месеца работниците не са вземали заплати. Въпреки че от около година поръчките в завода за хартия в Костенец са били инцидентни, съкращения не били правени, и работниците продължавали да присъстват ежедневно в предприятието.
- На 27 септември 2009 на протестен митинг в Горна Оряховица около 300 железничари настояват да им бъдат изплатени заплатите за месеците юли, август и септември. Също така се обединяват срещу масовите съкращения в сектора. В резултат са изплатени заплатите за месец юли.
- На 29 юли 2009 около 200 работници от дневната смяна на Оловно-цинковия комплекс в Кърджали протестират срещу закъснение на изплащане на заплатите. Заплатите биват изплатени малко по-късно.
- На 25 юни 2009 работници от корабостроителницата в Русе обявяват гражданско неподчинение заради неизплатени заплати за април и май. В резултат заплатите са изплатени. На 3 юли 2009 работници биват уволнени защото се осмелили да протестират публично заради неизплатени заплати и са дали интервю пред „По света и у нас“ в понеделник. Работниците остават на улицата без дължимите от месеци заплати. Единият от тях е съкратен няколко месеци преди да навърши годините за пенсиониране. Уволнените работници са потърсили защита от Инспекцията по труда в Русе. Те са решени да водят дела срещу русенската корабостроителница.

2008
- На 21 ноември 2008 над 1000 работници на ВМЗ-Сопот стачкуват с резултат увеличаване на заплатите, така и приемане на дългосрочна програма за развитие на оръжейницата.

2007
- Учителска стачка, която е една от най-големите на учителите в България след 1989. През септември-октомври 2007 г. учителите в България протестират 40 дни. Педагозите имат редица искания за подобряване на условията на труд и на образователната система, но стачката се запомня предимно с искането за повишение на заплатите. Стачката завършва с 18% увеличение на заплатите от 1 ноември 2009 г. на 152 хил. души, работещи в средното образование.